# Cúp quốc gia Wales 1933–34
Cúp quốc gia Wales FAW 1933–34 là mùa giải thứ 53 của giải đấu bóng đá loại trực tiếp hàng năm dành cho các đội bóng ở Wales.

## Từ viết tắt
Tên giải đấu nằm sau tên các câu lạc bộ.
- B&DL - Birmingham & District League
- FL D2 - Football League Second Division
- FL D3N - Football League Third Division North
- FL D3S - Football League Third Division South
- MWL - Mid-Wales Football League
- SFL - Southern Football League
- WLN - Welsh League North
- WLS D1 - Welsh League South Division One
- W&DL - Wrexham & District Amateur League

## Vòng Một
| Số thứ tự trận | Đội nhà                              | Tỉ số | Đội khách             |
| -------------- | ------------------------------------ | ----- | --------------------- |
| 1              | Portmadog                            | 4–1   | Llanddulas (WLN)      |
| 2              | Llandudno                            | 1–4   | Flint Town (WLN)      |
| 3              | Rhyl Corinthians                     | 4–4   | Bethesda Victoria     |
| đá lại         | Bethesda Victoria                    | 7–4   | Rhyl Corinthians      |
| 4              | Llanfairfechan                       | 1–0   | Holyhead Town         |
| 5              | Cross Street Gwersyllt (W&DL)        | 0–1   | Llay Welfare (W&DL)   |
| 6              | Mold Alexandra (W&DL)                | 3–2*  | Gwersyllt (W&DL)      |
| 7              | Vron United (W&DL)                   | 1–3   | Llanerch Celts (W&DL) |
| 8              | Brymbo Green (W&DL)                  | 5–4   | Druids (W&DL)         |
| 9              | Welshpool (MWL)                      | 9–0   | Llanfyllin            |
| 10             | Newtown (MWL)                        | 6–0   | Caersws (MWL)         |
| 11             | Aberystwyth University College (MWL) | 0–6   | Machynlleth (MWL)     |
| 12             | Aberystwyth Town (MWL)               | 3–2   | Llanidloes Town (MWL) |
| 13             | Bala Town                            | 2–1   | Dolgelley Albion      |
| 14             | Towyn (MWL)                          | 1–3   | Aberdovey (MWL)       |
| 15             | Builth Wells                         | 2–2   | Llandrindod Wells     |
| đá lại         | Llandrindod Wells                    | 0–2   | Builth Wells          |
| 16             | Milford Haven                        | 0–2   | Blaina Town           |

## Vòng Hai
Vòng này có sự tham gia của 14 đội thắng từ vòng Một cùng với 2 đội bóng mới. Porthmadog và Blaina đi thẳng vào vòng Ba.
| Số thứ tự trận | Đội nhà                | Tỉ số | Đội khách           |
| -------------- | ---------------------- | ----- | ------------------- |
| 1              | Bethesda Victoria      | 1–1   | Bettisfield (WLN)   |
| đá lại         | Bettisfield (WLN)      | 1–4   | Bethesda Victoria   |
| 2              | Llanfairfechan         | 0–4   | Flint Town (WLN)    |
| 3              | Llanerch Celts (W&DL)  | 6–1   | Brymbo Green (W&DL) |
| 4              | Gwersyllt (W&DL)       | 1–2   | Llay Welfare (W&DL) |
| 5              | Bala Town              | 1–5   | Aberdovey (MWL)     |
| 6              | Knighton               | 5–2   | Builth Wells        |
| 7              | Aberystwyth Town (MWL) | 2–0   | Newtown (MWL)       |
| 8              | Machynlleth (MWL)      | 2–0   | Welshpool (MWL)     |

## Vòng Ba
Vòng này có sự tham gia của 7 đội thắng từ vòng Hai, Porthmadog, Blaina cùng với 13 đội bóng mới. Bethesda Victoria đi thẳng vào vòng tiếp theo..
| Số thứ tự trận | Đội nhà                   | Tỉ số | Đội khách                    |
| -------------- | ------------------------- | ----- | ---------------------------- |
| 1              | Knighton                  | 2–0   | Machynlleth (MWL)            |
| 2              | Aberdovey (MWL)           | 0–2   | Aberystwyth Town (MWL)       |
| 3              | Bangor City (B&DL)        | 1–1   | Portmadog (WLN)              |
| đá lại         | Portmadog                 | 0–6   | Bangor City (B&DL)           |
| 4              | Rhyl (B&DL)               | 6–3   | Llanerch Celts (W&DL)        |
| 5              | Llay Welfare (W&DL)       | 1–5   | Colwyn Bay                   |
| 6              | Oswestry Town (B&DL)      | 3–5   | Flint Town (WLN)             |
| 7              | Llanelly (WLS D1 & SFL)   | 1–1   | Lovell's Athetic (WLS D1)    |
| đá lại         | Lovell's Athetic (WLS D1) | 2–1   | Llanelly (WLS D1 & SFL)      |
| 8              | Aberaman (WLS D1)         | 9–1   | Blaina Town                  |
| 9              | Troedyrhiw (WLS D1)       | 2–0   | Cardiff Corinthians (WLS D1) |
| 10             | Barry (WLS D1 & SFL)      | 5–0   | Ebbw Vale (WLS D1)           |
| 11             | Penrhiwceiber (WLS D1)    | 1–0   | Porth United (WLS D1)        |

## Vòng Bốn
Vòng này có sự tham gia của 8 đội thắng từ vòng Ba cùng với Bethesda Victoria và một đội bóng mới - Merthyr Town. Barry, Penrhiwceiber và Bangor City đi thẳng vào vòng Năm.
| Số thứ tự trận | Đội nhà                       | Tỉ số | Đội khách                 |
| -------------- | ----------------------------- | ----- | ------------------------- |
| 1              | Bethesda Victoria             | 0–4   | Colwyn Bay                |
| 2              | Rhyl (B&DL)                   | 5–0   | Flint Town (WLN)          |
| 3              | Aberystwyth Town (MWL)        | 7–2   | Knighton                  |
| 4              | Aberaman (WLS D1)             | 1–2   | Troedyrhiw (WLS D1)       |
| 5              | Merthyr Town (WLS D1) & (SFL) | 4–2   | Lovell's Athetic (WLS D1) |

## Vòng Năm
Vòng này có sự tham gia của 5 đội thắng từ vòng Bốn cùng với Barry, Penrhiwceiber và Bangor City.
| Số thứ tự trận | Đội nhà                       | Tỉ số | Đội khách              |
| -------------- | ----------------------------- | ----- | ---------------------- |
| 1              | Barry (WLS D1 & SFL)          | 1–1   | Troedyrhiw (WLS D1)    |
| đá lại         | Troedyrhiw (WLS D1)           | 4–1   | Barry (WLS D1 & SFL)   |
| 2              | Merthyr Town (WLS D1) & (SFL) | 7–0   | Penrhiwceiber (WLS D1) |
| 3              | Rhyl (B&DL)                   | 4–0   | Colwyn Bay             |
| 4              | Aberystwyth Town (MWL)        | 1–4   | Bangor City (B&DL)     |

## Vòng Sáu
Vòng này có sự tham gia của 4 đội thắng từ vòng Năm cùng với 12 đội bóng mới.
| Số thứ tự trận | Đội nhà                  | Tỉ số | Đội khách                     |
| -------------- | ------------------------ | ----- | ----------------------------- |
| 1              | Chester (FL D3N)         | 2–1   | Swansea Town (FL D2)          |
| 2              | Southport (FL D3N)       | 1–3   | Tranmere Rovers (FL D3N)      |
| 3              | New Brighton (FL D3N)    | 3–2   | Troedyrhiw (WLS D1)           |
| 4              | Rhyl (B&DL)              | 1–1   | Port Vale (FL D2)             |
| đá lại         | Port Vale (FL D2)        | 2–0   | Rhyl (B&DL)                   |
| 5              | Bristol Rovers (FL D3S)  | 2–0   | Wrexham (FL D3N)              |
| 6              | Cardiff City (FL D3S)    | 2–2   | Bristol City (FL D3S)         |
| đá lại         | Bristol City (FL D3S)    | 1–0   | Cardiff City (FL D3S)         |
| 7              | Bangor City (B&DL)       | 3–1   | Merthyr Town (WLS D1) & (SFL) |
| 8              | Newport County (FL D3S)  | 2–2   | Crewe Alexandra (FL D3N)      |
| đá lại         | Crewe Alexandra (FL D3N) | 4–5   | Newport County (FL D3S)       |

## Vòng Bảy
| Số thứ tự trận | Đội nhà                  | Tỉ số | Đội khách                |
| -------------- | ------------------------ | ----- | ------------------------ |
| 1              | Newport County (FL D3S)  | 1–1   | Tranmere Rovers (FL D3N) |
| đá lại         | Tranmere Rovers (FL D3N) | 5–2   | Newport County (FL D3S)  |
| 2              | New Brighton (FL D3N)    | 2–2   | Bristol City (FL D3S)    |
| đá lại         | Bristol City (FL D3S)    | 2–1   | New Brighton (FL D3N)    |
| 3              | Bangor City (B&DL)       | 1–0   | Chester (FL D3N)         |
| 4              | Bristol Rovers (FL D3S)  | 3–3   | Port Vale (FL D2)        |
| đá lại         | Port Vale (FL D2)        | 2–1   | Bristol Rovers (FL D3S)  |

## Bán kết
Bristol City và Port Vale thi đấu tại Chester.
| Số thứ tự trận | Đội nhà               | Tỉ số | Đội khách                |
| -------------- | --------------------- | ----- | ------------------------ |
| 1              | Bangor City (B&DL)    | 1–6   | Tranmere Rovers (FL D3N) |
| 2              | Bristol City (FL D3S) | 1–0   | Port Vale (FL D2)        |

## Chung kết
Trận Chung kết diễn ra tại Wrexham, trận đá lại ở Chester.
| Số thứ tự trận | Đội nhà                  | Tỉ số | Đội khách             |
| -------------- | ------------------------ | ----- | --------------------- |
| 1              | Tranmere Rovers (FL D3N) | 1–1   | Bristol City (FL D3S) |
| đá lại         | Tranmere Rovers (FL D3N) | 0–3   | Bristol City (FL D3S) |